# Werner Kogler
Werner Kogler (* 20. listopadu 1961, Hartberg, Štýrsko, Rakousko) je rakouský politik a národohospodář. Je členem strany Zelených, za kterou od 7. ledna 2020 úřaduje jako rakouský vicekancléř a spolkový ministr pro umění, kulturu, státní správu a sport. Toto ministerstvo spravoval ve druhé vládě Sebastiana Kurze a podržel si je ve vládě Alexandra Schallenberga.